# Ritz Ingram
Lauritz Raymond „Ritz“ Ingram (* 17. Juli 1950 in Philadelphia) ist ein US-amerikanischer Basketballtrainer.

## Leben
Ingram besuchte die Olney High School im US-Bundesstaat Pennsylvania und studierte von 1968 bis 1973 amerikanische Geschichte an der Hofstra University im Bundesstaat New York, während er in der Saison 1972/73 zeitgleich als Assistenztrainer von Hofstras Basketball-Hochschulmannschaft fungierte. Anschließend war er in den USA als Basketballtrainer an Schulen (Cold Spring Harbor High School im Bundesstaat New York und Grace Lutheran School) tätig. Als Soldat der US-Streitkräfte kam er 1977 in die deutsche Stadt Fulda und war dort bis 1986 stationiert. In dieser Zeit engagierte er sich in Fulda auch als Basketballtrainer, zu seinen Schützlingen gehörte der spätere Bundesliga-Spieler Detlef Musch. Ingram betrieb in Fulda zeitweise einen Laden für Sportbekleidung, musste diesen wegen ungenügender Einnahmen aber wieder schließen.
Als Basketballtrainer arbeitete Ingram 1989/90 beim Damen-Bundesligisten TSV Weilheim und dann zunächst wieder in seinem Heimatland. Von 1990 bis 1992 gehörte er als Co-Trainer zum Stab der Herrenmannschaft des Davidson College, arbeitete dann in der Saison 1992/93 als Cheftrainer an der George School in der Stadt Newtown im Bundesstaat Pennsylvania, von 1993 bis 1997 betreute er die Damen der University of North Carolina at Asheville ebenfalls als Cheftrainer. Er ging nach Deutschland zurück und war ab Mai 1997 bei der DJK Würzburg als Cheftrainer der Bundesliga-Damen als auch im Mädchenbereich tätig. Zudem war er auch in die Trainingsarbeit der Würzburger Herren eingebunden, damals auch mit Dirk Nowitzki, Robert Garrett und Demond Greene.
1999 wechselte Ingram von Würzburg zum TSV Quakenbrück. Er war beim damaligen Zweitligisten Assistent von Cheftrainer Chris Fleming. 2001 war er als Trainer beim ASC Theresianum Mainz tätig und ab Jahresende 2001 bis Saisonende 2001/02 bei ART Düsseldorf. Er war ab der Saison 2002/03 dann wieder in Quakenbrück beschäftigt und trug als Co-Trainer zum Bundesliga-Aufstieg bei, der im Spieljahr 2002/2003 mit 30 Siegen aus 30 Zweitligaspielen gelang. Anschließend war Ingram auch in der Bundesliga Flemings Assistent. Diesen Posten hatte er bis 2004 inne, er arbeitete in Quakenbrück auch im Jugendbereich sowie ab 2005 als Cheftrainer der Damen, die er 2007 zum Aufstieg in die 2. Bundesliga führte. Zur Saison 2008/09 wechselte er als Cheftrainer zum Damen-Bundesligisten BBV Leipzig. Zudem war er in Leipzig auch in der Jugendarbeit tätig. Nachdem er in der Saison 2009/10 den Abstieg der Leipzigerinnen aus der Bundesliga nicht hatte verhindern können, trennten sich Ingram und der Verein Ende März 2010.
Ingram trat 2010 eine hauptamtliche Trainerstelle bei der FT Fulda an, in der Saison 2016/17 trainierte er zusätzlich den Damen-Zweitligisten Bender Baskets Grünberg. Im Februar 2018 erschien Ingrams Buch Der Trainer ist Schuld, in dem er seine Lebensgeschichte schildert. Sein Amt bei der FT Fulda gab er im Juni 2018 auf und ging in die Vereinigten Staaten zurück.